# This love (canción de The Veronicas)
«This Love» es una canción interpretada por el dúo australiano de pop rock The Veronicas, es altualmente su sencillo de promoción.

## Lista de canciones
iTunes single
1. "This Love" — 2:58

Australian CD single
1. "This Love" — 3:00
2. "Don't Say Goodbye" (featuring Tania Doko)
3. "Untouched" (Listen Deep Remix)

## Posiciones en las listas
| Año  | Lista                          | Máxima Posición |
| ---- | ------------------------------ | --------------- |
| 2008 | Australian ARIA Top 50 Singles | 14              |